# Пенсионное обеспечение в Российской империи
Право на пенсионное обеспечение в Российской империи  давала государственная служба. Право на получение пенсий и единовременных пособий распространялось на каждого, кто беспорочно прослужил определённое число лет в военной, придворной или гражданской службе. Казённые пенсии и пособия давались за «долговременную и беспорочную службу», а также «из внимания к особому усердию в исполнении должностей» и к утрате трудоспособности на службе.

## Становление пенсионной системы
В России из-за слабости гражданского общества негосударственных пенсионных фондов до второй половины XIX века не существовало. Всю заботу о пенсионном обеспечении брало на себя государство. 
Первая полноценная пенсионная система появилась в России при Екатерине II. Она постановила (1763) выделить денежные средства на пенсии генералитету. Одновременно Екатерина распорядилась никому без её воли пенсий не назначать. В 1764 году право подавать прошения императрице о назначении пенсии получили и гражданские чиновники, имевшие стеснённое материальное положение. Отдельные указы были изданы по пенсиям для духовных чинов и чинов Департамента иностранных дел, Академии наук, Академии художеств (за долговременную службу), медицинских чиновников, разных чинов в присоединенных от Польши областях. Многие пенсионеры были обеспеченными людьми. Поэтому некоторые не обременяли себя заботой своевременного получения пенсии в связи с чем лиц, не являвшихся за пенсией в течение года, было решено исключать из списка пенсионеров. При Екатерине сложилась следующая пенсионная система. Выходящие в отставку чины, а также вдовы умерших чиновников подавали прошение на имя императрицы о назначении им пенсии. Пенсии назначались не всем чинам, а только имеющим недостаточное обеспечение. Поскольку размеры пенсионного фонда были ограничены, а пенсии назначались в соответствии с размерами жалования чиновников, то многим просителям годами приходилось ожидать «вакации». Она могла образоваться в результате смерти пенсионера при отсутствии у него вдовы и несовершеннолетних детей или из-за неявки пенсионера за пенсией больше года.
Павел I попытался установить «единообразное и общее правило» получения пенсий «служащим и неслужащим, военным и гражданским чиновникам». Однако все эти планы закончилось изданием в 1789  году указа о правилах выплаты жалования и получения пенсий чиновниками, вторично призванными на службу. Большой заслугой Павла было назначение пенсий нижним воинским чинам: унтер-офицерам и рядовым ежегодно из общих государственных доходов. 
Александр I создал при Государственном казначействе Отделение пенсионеров. При Александре пенсии стали выплачиваться ежемесячно. Он также распорядился от пробывших год в отставке прошений о пенсии не принимать. В то же время Александр изменил давнюю традицию о назначении пенсий
вдовам и сиротам, постановив принимать прошения только от тех из них, чьи мужья и отцы при долговременном служении и недостаточном состоянии
умерли на службе не ранее 1812 года. Вместе с тем, вдовам, мужья которых были убиты на войне, Александр приказал выплачивать пенсии и при выходе их вторично замуж. Александр ввёл пенсии чинам Дерптского, Виленского, Московского, Казанского и Харьковского университетов, Демидовского училища, Царскосельского лицея, гимназий и уездных училищ.

## Пенсионные уставы
В период правления Александра I было издано 128 законов о пенсиях, которые были дополнены пенсионными статьями в ведомственных законах, что способствовало росту разночтений и неоправданному дублированию. Для устранения этого Николай I провёл кодификацию пенсионного права. Согласно изданному «Уставу о пенсиях и единовременных пособиях» (1827) все обладатели классных чинов, военные и гражданские, прослужившие 25 лет, получали право на пенсию. Размер пенсий определялся не по окладам жалования, а по окладам пенсий гражданским чиновникам, установленным соответственно их должностям. Для этого к «Уставу о пенсиях…» прилагалось «Примерное расписание окладов для определения пенсий гражданским чиновникам по их должностям», которым устанавливались девять разрядов пенсий.
Обязательным условием для назначения пенсии являлась «беспорочная служба». Человек, удалённый от должности за проступок, должен был начинать служить сначала с потерей предыдущего стажа. Лицо, подвергавшееся уголовному преследованию, вообще теряло право на пенсию, и восстановить его мог только император. Выплата пенсий производилась Государственным Казначейством, которому для этих целей перечислялись все пенсионные капиталы и суммы, накопившиеся по разным местам «на производство пенсий и пособий». Недостаток этих капиталов уже не был основанием для отказа в выплате пенсий: «Суммы на производство пенсий и пособий всем лицам, в Государственную книгу внесенным, заимствуются из общих Государственных доходов, в главной смете ежегодно на сей предмет ассигнуемых».

## Эмеритальные кассы
Несоответствие пенсионных окладов менявшимся условиям жизни обнаружилось уже в 1850-х годах, что заставило государство принимать меры для улучшения пенсионного обеспечения отставников. Раньше других такие меры приняло военное министерство. Поскольку материальная необеспеченность отставников вынуждала военнослужащих оставаться на службе и после выслуги полных пенсий из государственного казначейства, создавалось препятствие в продвижении на высшие должности молодых сил. Решение этой проблемы правительство искало путём создания эмеритальных касс (от лат. emeritus — заслуженный). Это была попытка создания государством пенсионного капитала на принципах сбережения и накопления личных средств граждан. Денежный капитал эмеритальных касс формировался за счёт обязательных вычетов из жалованья будущих пенсионеров. Взносы (так называемые «эмеритуры») варьировались в кассах различных ведомств от 3 до 6 % ежемесячного дохода. Эмеритальный капитал вкладывался в государственные облигации или ипотечные ценные бумаги. Размер будущей пенсии зависел от срока участия в эмеритальной кассе. Время, необходимое для получения «полной пенсии», составляло от 20 до 30 лет.
Вскоре после своего появления эмеритальная система стала распространяться и на другие категории граждан. В середине 1860-х годов было создано земское самоуправление. Положение о земских учреждениях (1864) не предоставило земским служащим прав государственной службы, включая права на пенсию. Возникла проблема пенсионного обеспечения большого штата земских служащих. Она решалась путём открытия общественных эмеритальных касс. Первая такая касса была открыта Тверским губернским земством (1868). Этому примеру последовали Нижегородское губернское (1872) и Санкт-Петербургское уездное (1877) земства. Однако дело продвигалось медленно из-за затруднений с утверждением уставов. В 1883 году были изданы «Главные основания для учреждения Земских эмеритальных касс». Этот закон, упорядочил процедуру создания и деятельности земских эмеритальных касс. Слабая сторона многих земских эмеритальных касс состояла в их финансовой неустойчивости.
Эмеритальные кассы создавали также другие учреждения и некоторые банки. В 1885 году была образована Эмеритальная касса Министерства юстиции. Эмеритальные кассы для духовенства тоже существовали, но отдельно в каждой епархии. В 1900 году Министерство народного просвещения создало пенсионную кассу для наименее обеспеченных преподавателей начальных народных училищ. Свою пенсионную кассу имели также служащие на казённых железных дорогах.

## Пенсии за военную службу
Впервые определённый порядок присвоения пенсий отставным военным был принят при Екатерине II. Офицерам, вышедшим в отставку за старостью и болезнями и владеющим малым числом душ (разным для разных званий от 25 до 40), присваивалось «инвалидное содержание» в размере зависящем от звания. Инвалидное содержание получали все офицеры, прослужившие 25 лет или (независимо от срока службы) уволенные по причине полученных на войне ран и увечий. Солдаты по истечении 25 лет службы увольнялись домой с обязательством брить бороду и не просить милостыни. Желающие могли поступать в инвалидные команды; для нетрудоспособных были богадельни.

## Пенсии за гражданскую службу
Гражданские чиновники, прослужившие 35 лет, а также утратившие здоровье на службе, получали право на пенсию в размере половины оклада жалованья. Получавшие пенсию не награждались при отставке следующим чином. Этот порядок охватывал не всех чиновников; ряд учреждений, например Академия наук, оставались вне пенcионного права (до 1791). Единый порядок назначения пенсий гражданским чиновникам был установлен в 1827 году. Полная пенсия гражданским чиновникам полагалась за 35 лет беспорочной службы. Разрешалось недослужить до этого срока до 6 месяцев. За 30 лет службы назначалась пенсия в размере 2/3 полной, за 20 лет — в размере 1/3. В случае ухода на пенсию по причине неизлечимого заболевания, полученного на службе, полная пенсия могла назначаться за 25 лет службы, 2/3 — за 20 лет, 1/3 — за 10 лет. Ряд болезней, перечисленных в особом списке, давал право на полную
пенсию за 20 лет службы, 2/3 — за 10 лет и 1/3 за 5 лет. Лицам, утратившим трудоспособность, но не выслужившим необходимого пенсионного стажа, полагалось единовременное пособие, как правило, в размере годового оклада жалованья. В случае смерти чиновника, имевшего право имевшего право на пенсию, вдова получала 1/2 причитающейся ему пенсии, а на каждого из детей полагалось
по 1/6 пенсии отца. Малолетние дети, оставшиеся без отца (имевшего право на пенсию) и без матери, получали каждый по 1/4 пенсии отца. Это право сохранялось для дочерей до 17 лет, а для сыновей до 21 года, если сыновья не поступали на казённое
содержание в учебные заведения или не зачислялись на службу, а дочери не поступали на казённое содержание в учебно-воспитательные заведения или не выходили замуж (на что по закону имели право с 16 лет). Осиротевшим семействам чиновников, не выслуживших пенсии, полагалось единовременное пособие, как правило, в размере годового оклада жалованья отца семейства.

## Пенсионные разряды
Все чиновники, кроме самых высших, в отношении пенсионных прав были разделены на 9 разрядов в зависимости от их чина и класса занимаемой должности. Пенсии по определяемым разрядам пенсионных окладов присваивались в том случае, если чиновник прослужил в соответствующей должности не менее 5 лет. Если же в должности, соответствующей разряду, он служил менее 5 лет, то пенсия присваивалась по разряду предыдущей должности. Третий разряд имел две степени.
| Разряды                | Чины и классы |
| ---------------------- | --- |
| 1-й разряд             | товарищи министров, государственный секретарь, президент Академии наук, сенаторы; |
| 2-й разряд             | директора департаментов и канцелярий министерств и главных управлений, статс-секретари в Государственном совете, члены советов министров в министерствах, обер-прокуроры департаментов Сената, директор канцелярии обер-прокурора Синода (с 1839), гражданские губернаторы, правители областей и градоначальники (в портовых городах) , обер-полицеймейстеры (в Москве и Петербурге), председатели судебных палат, их департаментов и окружных судов (с 1864) , прокуроры кассационных департаментов Сената и судебных палат (с 1864), управляющие государственными банками, попечители учебных округов, директор Публичной библиотеки, председатель Медицинского совета; |
| 3-й разряд 1-й степени | вице-директора департаментов в министерствах, правители дел советов министров, чиновники по особым поручениям 5-го класса и выше, помощники статс-секретарей в Государственном совете, начальники отделений в канцелярии Комитета министров, директор канцелярии обер-прокурора Синода (до 1839) , вице-губернаторы, председатели и старшие советники губернских правлений, председатели палат уголовного и гражданского суда (до 1864), товарищи председателей окружных судов, члены судебных палат, товарищи прокуроров судебных палат, прокуроры окружных судов, мировые судьи (с 1864) , председатели казённых палат и палат государственных имуществ, окружные почтмейстеры в столицах, председатель Комитета цензуры иностранной, директор Петербургского технологического института;                                                               |
| 3-й разряд 2-й степени | начальники отделений в департамента и канцеляриях министерств, чиновники за обер-прокурорским столом и обер-секретари в Сенате, советники губернских правлений, казенных палат и палат государственных имуществ, советники палат уголовного и гражданского суда, судьи совестных судов (до 1864) , товарищи прокуроров окружных судов, судебные следователи (с 1864) , помощник директора Публичной библиотеки, редактор «Журнала Министерства народного просвещения»; |
| 4-й разряд             | правители канцелярий и начальники архивов в департаментах министерств, чиновники особых поручений 6—8-го классов, полицеймейстеры в губернских и портовых городах, правитель дел Главного управления цензуры; |
| 5-й разряд             | старшие бухгалтеры и старшие контролёры в департаментах и канцеляриях министерств, секретари в Сенате, асессоры губернских правлений, казенных палат и палат государственных имуществ, окружные начальники 1-го и 2-го разрядов Министерства государственных имуществ, судьи надворных и уездных судов, асессоры палат уголовного и гражданского суда, дворянские заседатели совестных судов (до 1864), полицеймейстеры в уездных городах; секретарь шефа жандармов, секретарь Археографической комиссии, старшие архивариусы в Государственном архиве и Петербургском главном архиве Министерства иностранных дел (с 1864), университетские библиотекари; |
| 6-й разряд             | столоначальники, бухгалтеры, контролёры и помощники правителей канцелярий в департаментах министерств, чиновники по особым поручениям 9—10-го классов, секретари при главноуправляющих в губерниях, частные приставы в Петербурге и в Москве, городничие, исправники, секретари при обер-прокурорах кассационных департаментов Сената, прокурорах судебных палат и окружных судов и судебные приставы при окружных судах (с 1864), уездные казначеи, губернские землемеры, чиновники особых поручений казённых палат по управлению питейными сборами, управляющие казёнными винокуренными заводами, правители канцелярий при попечителях учебных округов, начальники университетских типографий, библиотекари Академии наук, помощники цензоров; |
| 7-й разряд             | переводчики, старшие помощники столоначальников, бухгалтеров, экзекуторов и казначеев в департаментах министерств, протоколисты, переводчики и регистраторы в Сенате, младшие архивариусы в Государственном архиве и Петербургском главном архиве Министерства иностранных дел (с 1864), чиновники по особым nоручениям nри гражданских губернаторах, правителях областей и градоначальниках, смотрители богоугодных заведений в столицах, губернских и nортовых городах, дворянские заседатели в земских судах (до 1864), судебные приставы при кассационных департаментах Сената, судебных палатах и мировых съездах (с 1864) , столоначальники, бухгалтеры, контролёры, казначеи, экзекуторы и архивариусы в казённых палатах и палатах государственных имуществ;                                                                                      |
| 8-й разряд             | чиновники по особым поручениям 12—14-го классов, старшие помощники секретарей в Сенате, правители канцелярий при гражданских губернаторах и градоначальниках, секретари в губернских правлениях, приказах общественного призрения, столичных городских думах и при дворянских депутатских собраниях, столоначальники в канцеляриях военных губернаторов, городовые архитекторы, частные приставы в губернских и уездных городах, квартальные надзиратели в столицах, старшие письмоводители при попечителях учебных округов, помощники уездных казначеев, винные приставы, письмоводители при окружных начальниках государственных имуществ, при окружных лесничих, архивариусы в Государственном архиве и Петербургском главном архиве Министерства иностранных дел (до 1864) , секретари палат гражданского и уголовного суда (до 1864);                |
| 9-й разряд             | классные чиновники для письма и неклассные канцелярские служители во всех учреждениях, младшие помощники столоначальников в департаментах министерств и младшие помощники секретарей в Сенате, контролёры, переводчики, казначеи, протоколисты, регистраторы и архивариусы в губернских правлениях, приказах общественного призрения, управах благочиния (кроме Петербургской), полициях, строительных комитетах и столичных городских думах, письмоводители при полицейских и частных приставах в Москве, квартальные надзиратели (кроме столиц) , сельские заседатели земских судов (из дворян), помощники винных приставов, секретари городских магистратов и ратуш (до 1870), секретари и протоколисты сиротских судов и дворянских опек, письмоводители губернских и областных прокуроров (до 1864), протоколисты и регистраторы в межевых конторах. |

К 1914 году право на государственную пенсию за выслугу лет получили и рабочие казённых заводов.

## Льготный порядок назначения пенсий
В ряде ведомств, учреждений и учебных заведений существовали особые, льготные правила назначения пенсий. Особые льготы давала служба в учебных заведениях и научных учреждениях. Во всех учебных заведениях Министерства народного просвещения, от университетов до начальных училищ, 15 лет учебной службы давали право на пенсию в размере 1/3 оклада жалованья, 20 лет — 2/3, 25 лет — в размере полного жалованья.

## Пенсии комитета заслуженных гражданских чиновников
С 1830 года действовал Комитет заслуженных гражданских чиновников, выплачивавший пенсии и единовременные пособия служащим, которые «служа с усердием, от трудов, понесённых в продолжение должностей их, подверглись тяжким и неизлечимым болезням». Пенсии этого комитета полагались также вдовам и сиротам чиновников. Размер пенсий, выплачиваемых комитетом, зависел от класса чиновников no Табели о рангах.
Пенсионное обеспечение полагалось и артистам императорских театров, не имевшим чинов, но считавшихся на государственной службе. За 20 лет службы на сцене императорских театров полагалась пенсия в размере жалованья. Иностранным подданным за такой же срок службы на российской сцене полагалась пенсия в размере 1/2 их жалованья. Если артист расстраивал здоровье на сцене, то за 5 лет службы ему полагалась пенcия в размере 2/3 жалованья, а если он получал увечье во время представления или на репетиции, то по особому ходатайству пенcионный срок мог быть для него сокращён. После назначения пенсии за 20-летнюю службу артист обязан был (если Дирекция императорских театров нуждалась в его услугах) прослужить на сцене еще 2 года «в благодарность» за пенсию, получая жалованье, не превышающее назначенной ему пенсии

## Пенсионное обеспечение духовенства
Чёрное духовенство, как «отрекшееся от мира» и не имеющее семейства в пенсиях не нуждалось, а в старости и при болезнях находилось «на покое» в монастырях. Для белого духовенства и церковнослужителей долгие годы основным обеспечением в старости, кроме ухода в монастырь, оставалась некоторая доля доходов причта, традиционно уделяемая оставшимся «за штатом». Пенсионное обеспечение священнослужителей было упорядочено только в 1902 году. Пенсии священнослужителям назначались за 35 лет службы, за 30 лет им полагалось 2/3 полной пенсии, за 20 лет — 1/3. При отставке по причине совершенно расстроенного на службе здоровья и неизлечимой болезни для полной пенсии было достаточно 30 лет службы, для 2/3 — 20 лет и для 1/3 — 1О лет. Вдовам и детям священнослужителей полагалась половина пенсии.